# Nutan
Nutan Samarth Bahl est une actrice indienne, née le 4 juin 1936 à Bombay et morte le 21 février 1991 , connue sous le mononyme de Nutan. Au cours d'une carrière qui s'étend sur près de quatre décennies, elle a joué dans plus de 70 films hindis, dont un grand nombre dans des rôles principaux. Considérée comme l'une des meilleures actrices de l'histoire du cinéma indien, elle est connue pour ses rôles non conventionnels et ses performances qui ont souvent été saluées et acclamées. Nutan détient le record de cinq victoires du prix de la meilleure actrice au Filmfare, qui n'a été détenu que par elle pendant plus de 30 ans jusqu'à ce qu'il soit égalé par sa nièce Kajol, en 2011. En 1974, elle reçoit la médaille Padma Shri du gouvernement.
Fille du cinéaste Kumarsen Samarth (en) et de l'actrice Shobhna Samarth, Nutan commence sa carrière à l'âge de 14 ans dans le film Hamari Beti (1950), réalisé par sa mère. Elle joue ensuite dans des films tels que Nagina et Humlog (tous deux en 1951). Son rôle dans Seema (en) (1955) lui a valu une plus grande reconnaissance et un Filmfare Award de la meilleure actrice, en 1957. Elle continue à jouer des rôles principaux dans les années 1960 jusqu'à la fin des années 1970 et  remporte le prix à quatre autres reprises pour ses rôles dans Sujata (1959), Bandini (en) (1963), Milan (en) (1967) et Main Tulsi Tere Aangan Ki (en) (1978). Parmi ses autres films de cette période, citons Anari (en) (1959), Chhalia (en) (1960), Tere Ghar Ke Samne (en) (1963), Saraswatichandra (en) (1968), Anuraag (en) (1972) et Saudagar (en) (1973). Dans les années 1980, Nutan commence à jouer des rôles de personnages et continue à travailler jusqu'à peu avant sa mort. Elle interprète  surtout des rôles maternels dans des films tels que Saajan Ki Saheli (1981), Meri Jung (en) (1985) et Naam (en) (1986). Son interprétation dans Meri Jung lui vaut un sixième et dernier Filmfare Award, cette fois dans la catégorie meilleure actrice dans un second rôle.
Nutan était mariée au capitaine de corvette de la marine Rajnish Bahl, de 1959 jusqu'à sa mort d'un cancer du sein, en 1991. Ils ont eu un fils, Mohnish Bahl (en), qui est un acteur de cinéma et de télévision.

## Biographie

### Jeunesse
Nutan est née dans une famille hindoue marathi de la caste Chandraseniya Kayastha Prabhu (en), le 4 juin 1936. Elle est l'aînée des quatre enfants du réalisateur-poète Kumarsen Samarth (en) et de son épouse, l'actrice Shobhna. Elle a grandi avec des complexes car certains la considéraient comme maigre et laide dans son enfance,. Elle a deux sœurs : les actrices Tanuja et Chatura et un frère Jaideep. Ses parents se séparent avant la naissance de Jaideep. Nutan a fait ses études  l'école du couvent de St. Joseph (en) de Panchgani avant de partir en Suisse pour des études plus poussées, en 1953. Elle y est envoyée sur ordre de sa mère après que ses films n'aient pas donné de bons résultats. Elle décrit l'année qu'elle y a passée comme « la plus heureuse de ma vie ».

### Carrière
Nutan commence sa carrière d'actrice à l'âge de quatorze ans dans Hamari Beti (1950). Ce film est produit par sa mère, Shobhna.
Son premier grand succès est Seema (en), pour lequel elle remporte son premier Filmfare Award de la meilleure actrice. Elle suit ce succès avec une comédie romantique, Paying Guest, dans laquelle elle partage l'affiche avec Dev Anand. En 1959, elle joue dans deux films à succès, Anari (avec Raj Kapoor) et Sujata de Bimal Roy (avec Sunil Dutt). Dans les années 1960 et 1970, elle tournr de nombreux autres films à succès, notamment Chhalia (en) (1960), Saraswatichandra (en) (1968), Devi (en) (1970) et Main Tulsi Tere Aangan Ki (en) (1978).
En 1960, elle joue à nouveau avec Raj Kapoor dans Chhalia (en) de Manmohan Desai (en). Elle reçoit une autre nomination aux Filmfare pour ce rôle. Dans une critique de film de l'époque, Filmfare écrit : « Dans le rôle de la malheureuse fille reniée par sa famille sans que ce soit sa faute, Nutan offre un portrait superbe et mémorable ».
Elle forme un couple populaire à l'écran avec son Dev Anand et les deux jouent dans quatre films ensemble - Paying Guest (en) (1957), Baarish (1957), Manzil (en) (1960) et Tere Ghar Ke Samne (en) (1963). 
En 1963, Nutan joue dans le film socio-réaliste Bandini (en) de Bimal Roy le rôle de Kalyani, une jeune prisonnière condamnée après avoir empoisonné la femme de son amant (Ashok Kumar). L'histoire suit sa vie en prison et comment, plus tard, elle doit faire un choix entre son amour passé et un jeune médecin de la prison (Dharmendra) tombé amoureux d'elle. Il a fallu persuader Nutan de jouer dans le film, car elle a cessé de le faire après son mariage. Bandini connait un grand succès critique, attribué par les critiques principalement à l'interprétation de Nutan, considérée comme l'une des meilleures de l'histoire du cinéma indien. Le film remporte le Filmfare Award du meilleur film et elle reçoit son troisième prix de la meilleure actrice. L'Association des journalistes cinématographiques du Bengale, tout en classant le film comme le troisième meilleur film indien de l'année, lui décerne le prix de la meilleure actrice (section hindi). L'auteur et critique Dinesh Raheja écrit : « Sans les hystériques hurlants, Nutan offre l'une des meilleures performances vues sur un écran hindi. Elle a su reconnaître la force de caractère innée de Kalyani et s'y adapter parfaitement ». Le critique de cinéma et de théâtre Gautaman Bhaskaran écrit pour The Hindu : « Nutan dans le rôle de Kalyani a peut-être donné la meilleure performance de sa carrière. Splendidement expressif, son rôle discret est quelque chose qui ne peut être facilement égalé par les héroïnes peintes d'aujourd'hui. La peur et la colère apparaissent de façon si livide dans les yeux de Nutan qu'elles vous hantent longtemps après avoir quitté le théâtre » En 2010, Filmfare a inclus sa performance dans sa liste des 80 performances emblématiques.  Anupama Chopra (en) a inclus le film dans sa liste des « 20 meilleurs films hindis jamais réalisés », qualifiant son rôle de « l'un des personnages féminins les plus complexes et les plus complets du cinéma hindi », et notant en outre : « C'était le rôle de toute une vie et Nutan, qui ... a tout donné. Son visage s'est déchaîné avec une grande passion et une grâce tranquille. ». En 2013, dressant une liste des « 25 plus grandes performances d'acteur du cinéma indien » pour célébrer les cent ans du cinéma indien, Forbes India (en) a inclus la performance de Nutan, saluant son travail comme « le meilleur jeu d'acteur par une actrice principale dans le cinéma indien ».

## Filmographie  partielle
- 1955 : Seema (en) d'Amiya Chakrabarty (en)
- 1960 : Sujata de Bimal Roy
- 1960 : Chhalia de Manmohan Desai
- 1970 : Bandini de Bimal Roy
- 1967 : Milan d'Adurthi Subba Rao
- 1978 : Main Tulsi Tere Aangan Ki de Raj Khosla
- 1985 : Meri Jung de Subhash Ghai

## Distinctions
- Filmfare Award de la meilleure actrice à 5 reprises.
- Filmfare Award de la meilleure actrice dans un second rôle